# 自由電子近似
自由電子近似（、英: Free electron approximation）とは、電子の感じるポテンシャルが非常に弱い場合、電子の振る舞いはほとんど自由な電子とみなすことができ、この自由電子として扱う近似が自由電子近似（自由電子モデル（英: Free electron model）自由電子模型とも）である。これの対極的な近似が強結合近似である。

## 関連記事
- 電子ガス
- 物性物理学